# Pedro Sánchez Pérez-Castejón
Pedro Sánchez (teljes nevén Pedro Sánchez Pérez-Castejón; Madrid,  1972. február 29. –) spanyol közgazdász,  politikus, 2014-től a Spanyol Szocialista Munkáspárt (PSOE) főtitkára. 2018. június 1-től – azt követően, hogy a parlament megvonta a bizalmat Mariano Rajoy kormányától – Spanyolország miniszterelnöke. 2023 novemberében újraválasztották miniszterelnöknek.

## Életpályája
Pedro Sánchez Madrid Tetuán nevű városrészében született. Apja, aki szocialista elkötelezettségű volt, a pénzügyi szektorban dolgozott. Édesanyja a társadalombiztosítás funkcionáriusa volt.
2014-től a PSOE főtitkára. A szocialisták parlamenti frakciójának vezetője. 2015-ben pártja miniszterelnök-jelöltje volt. 2016. február elején VI. Fülöp spanyol király – Rajoy sikertelen kísérlete után – őt bízta meg a kormányalakítással. 2018. június 1-től – miután a parlament megvonta a bizalmat Mariano Rajoy kormányától – Spanyolország miniszterelnöke. Június 7-én megalakult kormányában a 17 miniszterből 11 nő (64,7%), ami egyedülálló Európa történelmében. Ezután hosszú ideig ügyvezető miniszterelnök volt 2019 folyamán. 2020. január 7-én kormánya bizalmat kapott, így ismét Sanchez lett Spanyolország miniszterelnöke.
A kisebbségi kormány által benyújtott költségvetés-tervezetet a spanyol parlament 2019. február 13-án leszavazta. Másnap a kormányfő bejelentette, hogy 2019. április 28-án előrehozott parlamenti választásokat tartottak az országban. A hivatalban lévő kormányfő pártja megnyerte a  parlamenti választást és 123 mandátummal végzett az élen. Pedro Sánchez mint ügyvezető kormányfő 2019. szeptemberében bejelentette, hogy mivel nem sikerült koalíciós kormányt alakítania, 2019. november 10-én újabb előrehozott parlamenti választásokat fognak tartani. Ezután Sanchez ügyvezető kormányfőként vezette Spanyolországot. 
Az újabb választásokat követően, 2020. január 8-án a spanyol parlament egyszerű többséggel miniszterelnökké választotta Pedro Sánchezt. (A szavazás első fordulójában, két nappal korábban, Sanchez nem szerezte meg a szükséges többséget.) Sanchezt 167 képviselő támogatta, 165-en szavaztak ellene, 18-an pedig tartózkodtak.